# Laura Hottenrott
Laura Hottenrott (* 14. Mai 1992 in Kassel; geb. Laura Hottenrott-Freitag) ist eine deutsche Mittel-, Langstreckenläuferin und Olympiateilnehmerin (2024).

## Werdegang
Laura Hottenrott wurde 1992 als Tochter des früheren Nationaltrainers Kuno Hottenrott geboren und wuchs im Kasseler Stadtteil Bad Wilhelmshöhe auf. Sie hat einen sechs Jahre jüngeren Bruder (Fabian) und machte ihr Abitur 2011 an der Jacob-Grimm-Schule mit den Leistungskursen Mathematik und Geografie. Bis 2016 studierte sie in den USA am Boston College Biologie.
Obwohl sie 2015 hinter Sabrina Mockenhaupt (15:35,75 min) die zweitschnellste Zeit über 5000 Meter (15:47,28 min) lief, wurde Hottenrott aufgrund einer fehlenden Teilnahme an den Nominierungsrennen in Europa nicht für die Crosslauf-Europameisterschaft in Toulon-Hyères (Frankreich) nominiert.
Sie wird trainiert von ihrem Vater Kuno, einem Sportwissenschaftler und Universitätsprofessor. Bis Ende 2012 startete sie für die LG Baunatal-Fuldabrück, ab 2013 für den GSV Eintracht Baunatal, zwischen 2018 und 2020 für den TV Wattenscheid 01 und ab 2021 für den PSV Grün-Weiß Kassel.
Im Februar 2018 konnte sie beim Sevilla-Marathon ihre persönliche Marathonbestzeit auf 2:33:01 h steigern und blieb damit ein weiteres Mal unter der Teamnorm für den Marathon-Europacup, der im Rahmen der Europameisterschaften im August in Berlin ausgetragen wurde.
Sie wurde vom Deutschen Leichtathletik-Verband (DLV) für den Europacup im Rahmen der Leichtathletik-Europameisterschaften 2018 nominiert.
Bei ihrem dritten Start beim größten Silvesterlauf Deutschlands, dem Silvesterlauf von Werl nach Soest, konnte Laura 2019 zum dritten Mal gewinnen und verbesserte den Streckenrekord auf 51:00 min. Der vorherige Rekord war von 1993 bei 51:12 min.
Hottenrott hatte im Februar 2020 beim Barcelona-Halbmarathon die DLV-Norm für die Halbmarathon-Europameisterschaften und die Halbmarathon-Weltmeisterschaften deutlich unterboten und wurde vom Verband für die Halbmarathon-Weltmeisterschaften 2020 nominiert.
Bei diesen im Oktober 2020 lief sie in 1:10:49 h eine neue Bestzeit und erreichte mit dem deutschen Team in der Mannschaftswertung den Bronzerang.
Hottenrott steigerte ihre persönliche Bestzeit beim NN Mission Marathon um 5 min und konnte damit die Olympianorm von 2:29:30 h mit 2:28:02 h unterbieten.
Bei den Berg- und Traillauf-Weltmeisterschaften 2023 erreichte sie im Vertical Wettbewerb den vierten Platz in der Einzel- und zusammen mit Domenika Meyer, Hanna Gröber und Laura Hampel den zweiten Platz in der Teamwertung. Beim Trail Short am Folgetag lag sie bei km 20 auf Platz zwei, stieg jedoch im letzten Teil des Rennens aus.
Am 3. Dezember 2023 verbesserte sie als 15. des Valencia-Marathons ihre Marathonbestzeit auf 2:24:32 h und unterbot dabei die Olympianorm. Bei den Olympischen Sommerspielen 2024 in Paris belegte die 32-Jährige im Marathon mit 2:31:19 h den 38. Platz.

## Persönliche Bestzeiten
- 1500 m: 4:34,68 min, 6. April 2013, Salem (Oregon) (USA)
- 3000 m: 9:17,08 min (Halle), 12. Februar 2016, Boston (USA)
- 5000 m: 15:47,28 min (Halle), 5. Dezember 2015, Boston (USA)[14]
- 5000 m: 15:55,87 min, 1. Mai 2016, Palo Alto (USA)[15]
- 10.000 m: 33:43,41 min, 7. Mai 2016, Celle
- 10-km-Straßenlauf: 32:13 min, 7. März 2021, Berlin
- Halbmarathon: 1:10:49 h, 17. Oktober 2020, Gdynia (POL)
- Marathon: 2:24:32 h, 3. Dezember 2023, Valencia (ESP)

## Persönliche Erfolge
- Hessische Meisterin über 800, 1500, 3000, 5000 m, Straßenlauf, Berglauf und Crosslauf
- 2012 – Süddeutsche Meisterin der Juniorinnen über 5000 m
- 2012 – Deutsche Vizemeisterin der Junioren über 5000 m[16]
- 2013 – 2. Platz Cross West Coast Conference in Malibu
- 2015 – Süddeutsche Meisterin über 1500 m der Frauen[17]
- 2015 – 3. Platz Deutsche Meisterschaften über 5000 m[18]
- 2015 – 1. Platz Crossmeisterschaften der Neuengland-Staaten über 5 km[19]
- 2015 – 1. Platz Silvesterlauf von Werl nach Soest
- 2016 – Deutsche Vizemeisterin über 10.000 m
- 2016 – 1. Platz Köln Halbmarathon
- 2016 – 1. Platz Silvesterlauf von Werl nach Soest
- 2017 – 3. Platz Deutsche Meisterschaften Marathon
- 2017 – 1. Platz Bietigheimer Silvesterlauf
- 2018 – 8. Platz Sevilla-Marathon
- 2018 – Teilnahme Europameisterschaften
- 2019 – 1. Platz Silvesterlauf von Werl nach Soest und neuer Streckenrekord[20]
- 2020 – Bronzemedaille Team Halbmarathon-Weltmeisterschaft Gdynia[21]
- 2021 – Olympianorm beim NN Mission Marathon in Enschede
- 2021 – 1. Platz Jungfrau-Marathon
- 2022 – 1. Platz Jungfrau-Marathon
- 2025 – 1. Platz Halbmarathon GutsMuths-Rennsteiglauf
- 2025 – 1. Platz Eiger Ultra Trail E51

| Datum/Jahr    | Rang | Wettbewerb                                   | Austragungsort       | Distanz                             | Zeit      | Bemerkung                                                                |
| ------------- | ---- | -------------------------------------------- | -------------------- | ----------------------------------- | --------- | ------------------------------------------------------------------------ |
| 11. Aug. 2024 | 38   | Olympische Sommerspiele 2024                 | Paris                | Marathon                            | 2:31:19   |                                                                          |
| 1. Juli 2023  | 1    | Gornergrat Zermatt-Marathon                  | Zermatt              | Marathon (42,2 km, 1944 Höhenmeter) | 3:26:57   | Bergmarathon mit 1944 Höhenmetern                                        |
| 7. Juni 2023  | 4    | Berg- und Traillauf-Weltmeisterschaften 2023 | Innsbruck            | Vertical (7,1 km, 1020 Höhenmeter)  | 49:56     | Silbermedaille in der Teamwertung                                        |
| 29. Apr. 2023 | 1    | Deutsche Meisterschaften Berglauf            | Bühlertal            | Berglauf (9,8 km, 654 Höhenmeter)   | 43:49     | 3. Deutscher Meistertitel im Berglauf in Folge.                          |
| 10. Sep. 2022 | 1    | Jungfrau-Marathon                            | Interlaken           | Marathon                            | 3:22:57,6 | Bergmarathon mit 1953 Höhenmetern                                        |
| 11. Sep. 2021 | 1    | Jungfrau-Marathon                            | Interlaken           | Marathon                            | 3:27:30,5 | Bergmarathon mit 1953 Höhenmetern                                        |
| 18. Apr. 2021 | 4    | NN Mission Marathon                          | Enschede             | Marathon                            | 2:28:02   | Erfüllung der Olympianorm                                                |
| 7. März 2021  | 3    | Berlin 10k Invitational                      | Berlin               | 10 km                               | 32:13     | Elitelauf                                                                |
| 17. Okt. 2020 | 26   | Halbmarathon-Weltmeisterschaften             | Gdynia               | Halbmarathon                        | 1:10:49   | Bronze in der Mannschaftswertung                                         |
| 26. Sep. 2020 | 6    | Berlin 10k Invitational                      | Berlin               | 10 km                               | 33:08     | Einladungswettkampf                                                      |
| 16. Feb. 2020 | 14   | Barcelona-Halbmarathon                       | Barcelona            | Halbmarathon                        | 1:11:55   | Erfüllung der DLV EM und WM-Norm (IAAF Gold Label)                       |
| 18. Jan. 2020 | 1    | Winterlaufserie Duisburg                     | Duisburg             | 10 km                               | 33:53     | 1. Frau, neuer Streckenrekord, 2. Gesamt                                 |
| 31. Dez. 2019 | 1    | Silvesterlauf von Werl nach Soest            | Werl–Soest           | 15 km                               | 51:00     | Neuer Streckenrekord und 3. Titelgewinn bei der 38. Austragung           |
| 7. Apr. 2019  | DNF  | Hannover-Marathon                            | Hannover             | Marathon                            | –         | vorzeitige Aufgabe mit Schmerzen im Fuß                                  |
| 23. Feb. 2019 | 1    | Winterbahnlauf Wetter                        | Wetter               | 10.000 m                            | 33:54,3   | Deutsche Jahresbestzeit                                                  |
| 26. Jan. 2019 | 1    | Winterlaufserie Duisburg                     | Duisburg             | 10 km                               | 34:30     | 1. Frau, 3. Gesamt                                                       |
| 31. Dez. 2018 | 2    | Bietigheimer Silvesterlauf                   | Bietigheim-Bissingen | 11,1 km                             | 38:11     | 38. Bietigheimer Silvesterlauf                                           |
| 29. Sep. 2018 | 1    | Herkules-Berglauf                            | Kassel               | 6,2 km                              | 28:08     | 29. Internationaler Herkules-Berglauf                                    |
| 12. Aug. 2018 | DNF  | Leichtathletik-Europameisterschaften 2018    | Berlin               | Marathon                            | –         | vorzeitige Aufgabe kurz nach Kilometer 10 mit Magenkrämpfen              |
| 1. Juli 2018  | DNF  | Hamburg-Halbmarathon                         | Hamburg              | Halbmarathon                        | –         | Aufgabe nach einem Sturz kurz nach Start                                 |
| 3. Juni 2018  | 1    | Salzkotten-Marathon                          | Salzkotten           | Halbmarathon                        | 1:20:07   | neuer Streckenrekord beim 11. Klingenthal Sport Salzkotten Marathon      |
| 25. Feb. 2018 | 8    | Sevilla-Marathon                             | Sevilla              | Marathon                            | 2:32:58   | persönliche Bestzeit                                                     |
| 9. Feb. 2018  | 16   | RAK-Halbmarathon                             | Ra’s al-Chaima       | Halbmarathon                        | 1:15:45   | 12th RAK Half Marathon                                                   |
| 31. Dez. 2017 | 1    | Bietigheimer Silvesterlauf                   | Bietigheim-Bissingen | 11,1 km                             | 38:26     | 37. Bietigheimer Silvesterlauf                                           |
| 29. Okt. 2017 | 12   | Frankfurt-Marathon                           | Frankfurt am Main    | Marathon                            | 2:34:43   | 36. Mainova Frankfurt-Marathon, 3. Platz Marathon-DM 2017                |
| 1. Okt. 2017  | 2    | Köln-Marathon                                | Köln                 | Halbmarathon                        | 1:13:12   | RheinEnergie Marathon Köln                                               |
| 3. Sep. 2017  | 7    | Deutsche Meisterschaften 10 km               | Bad Liebenzell       | 10 km                               | 34:13     | Deutsche Straßenlaufmeisterschaften 10 km 2017                           |
| 2. Apr. 2017  | 16   | Korschenbroicher City-Lauf                   | Korschenbroich       | 5 km                                | 17:09     | 29. Internationaler Korschenbroicher City-Lauf                           |
| 31. Dez. 2016 | 1    | Silvesterlauf von Werl nach Soest            | Werl–Soest           | 15 km                               | 55:02     | Titelverteidigung bei der 35. Austragung                                 |
| 3. Dez. 2016  | 6    | Course de l’Escalade                         | Genf                 | 7,323 km                            | 25:05     | 39e édition de la Course de l’Escalade                                   |
| 27. Nov. 2016 | 17   | Warandeloop Tilburg                          | Tilburg              | 8 km                                | 28:45     | Internationaler Crosslauf Tilburg                                        |
| 20. Nov. 2016 | 9    | Darmstadt-Cross                              | Darmstadt            | 6,6 km                              | 24:34     | Deutsche Hochschulmeisterschaften Crosslauf                              |
| 13. Nov. 2016 | 2    | Garda Trentino Half Marathon                 | Riva del Garda       | Halbmarathon                        | 1:16:41   | 15. Halbmarathon Garda Trentino (Finale SportScheck Stadtlaufserie 2016) |
| 2. Okt. 2016  | 1    | Köln-Marathon                                | Köln                 | Halbmarathon                        | 1:15:15   | RheinEnergie Marathon Köln                                               |
| 11. Sep. 2016 | 14   | Alsterlauf                                   | Hamburg              | 10 km                               | 34:45     | 4. Platz Deutsche Straßenlaufmeisterschaften 10 km                       |
| 19. Aug. 2016 | 1    | Duderstädter Sparkassenlauf                  | Duderstadt           | 10 km                               | 36:39     | 16. Duderstädter Sparkassenlauf                                          |
| 30. Juli 2016 | 9    | Berliner City-Nacht                          | Berlin               | 10 km                               | 35:03     | 25. adidas Runners City Night                                            |
| 15. Juli 2016 | 1    | Nachtlauf Kassel                             | Kassel               | 10 km                               | 35:08     | Stadtmeisterschaft Kassel, SportScheck Stadtlaufserie                    |
| 31. Dez. 2015 | 1    | Silvesterlauf von Werl nach Soest            | Werl–Soest           | 15 km                               | 53:20     | [ 33 ]                                                                   |
| 31. Dez. 2013 | 2    | Bietigheimer Silvesterlauf                   | Bietigheim-Bissingen | 11,1 km                             | 38:31     | 33. Bietigheimer Silvesterlauf                                           |
| 2. Nov. 2013  | 2    | West Coast Conference                        | Malibu               | 6 km                                | 20:58     | West Coast Cross Country Championships 2013                              |

## Veröffentlichungen
- Kuno Hottenrott, Laura Hottenrott, Till Meyer, Judith Huesmann, Janine Niebuhr, Kathrin Hoffmann, Marina Post: Das LIF-Konzept: Laufen und Intervallfasten für Figur und Fitness – Wenn Wissenschaft in der Praxis überzeugt Dezember 2016, ISBN 978-3-00-055151-2
- Laura Hottenrott, Kuno Hottenrott: „Die Geheimnisse des individualisierten Trainings“ April 2016, ISBN 3-9819882-0-5